# Perique
Il Perique è una tipologia di tabacco originario della Saint James Parish, in Louisiana, noto per il suo aroma forte, robusto e fruttato. Quando gli Acadiani si fecero strada nella regione nel 1776, le tribù Choctaw e Chickasaw coltivavano già questa varietà di tabacco. Un contadino di nome Pierre Chenet fu il primo a produrre il Perique come appare oggi nel 1824.

## Produzione
Questa pianta di tabacco viene mantenuta senza zuccheri interni e viene considerata matura quando produce esattamente 12 foglie. Alla fine di giugno, quando le foglie diventano più scure e le piante hanno raggiunto un'altezza di 60-75 cm, la pianta viene tagliata e posta a seccare in capanno. Una volta che le foglie sono state parzialmente seccate (dopo circa 2 settimane), vengono bagnate con acqua e strizzate a mano. Le foglie sono quindi arrotolate a "torquettes" di circa 450 grammi e riposte in barili di Carya utilizzati per il whiskey. Il tabacco è mantenuto pressato utilizzando dei tronchetti di quercia e martinetti appositi, costringendoli a rimanere sottovuoto. Una volta al mese la pressione viene rilasciata per poi essere pressata nuovamente. Ad un anno da questo trattamento, il perique è pronto per la consumazione, anche se deve essere mantenuto al fresco ed all'asciutto per evitare che l'aria ne degradi il sapore. Il tabacco ottenuto è di colore marrone scuro - quasi nero - molto intenso e fruttato, con un leggero aroma acetato. L'aroma fruttato è il risultato di centinaia di componenti volatili creati dalla fermentazione anaerobica del tabacco.
Spesso definito "il tartufo dei tabacchi da pipa", il perique è utilizzato frequentemente come componente di diverse miscele di tabacco in quanto le persone lo trovano troppo forte da fumare puro. Un tempo, il perique veniva anche masticato, ma oggi non viene più venduto per tale proposito. Le coltivazioni attuali si estendono per meno di 65.000 m². Gran parte del perique della Louisiana è coltivato dalla Percy e dalla Grant Martin a Grande Pointe, in Louisiana. Anche se al suo picco massimo di produzione Saint James Parish produceva 20 tonnellate di perique all'anno, attualmente essa è attestata ad alcuni barili.
Anche se tradizionalmente è considerato un tabacco da pipa, il perique si può trovare anche nelle sigarette prodotte dalla Santa Fe Natural Tobacco Company. Nel 2014, la compagnia filippina Tabacalera Incorporada ha creato il "1881 Perique", un sigaro che utilizza il perique della Louisiana assieme al tabacco del Brasile e delle Filippine. Dopo il successo di questi sigari, la medesima ditta nel 2016 ha creato altre specialità con base il perique: la Tabacalera Gran Reserva, la Don Juan Urquijo Perique, e la 1881 Perique Bold, che è la medesima del 1881 Perique ma viene avvolta con foglie di Maduro scuro.

## Liquore diperique
La distilleria Ted Breaux distilla dal 2006 il Perique Liqueur de Tabac, un liquore per l'appunto derivato dal tabacco perique. Il liquore è distillato presso la distilleria Combier di Saumur, in Francia.